# Elberton
Elberton es una ciudad ubicada en el condado de Elbert en el estado estadounidense de Georgia. En el censo de 2000, su población era de 4.743.

## Demografía
En el 2000 la renta per cápita promedia del hogar era de $23,246, y el ingreso promedio para una familia era de $31,154. El ingreso per cápita para la localidad era de $15,486. Los hombres tenían un ingreso per cápita de $29,277 contra $19,470 para las mujeres.

## Geografía
Según la Oficina del Censo, la localidad tiene un área total de 10,4 km² (4 mi²), de la cual 10,3 km² (4 mi²) es tierra y 0,1 km² (0 mi²) (0.10%) es agua.